# Georg Keršenštajner
Georg Keršenštajner (Minhen, 29. jul 1854 — Minhen, 15. januar 1932) bio je nemački profesor i osnivač škole. Konkretno, doprineo je razvoju nemačke osnovne i stručne škole.

## Život
Roditelji Keršenštajnera su bili siromašni trgovački par Anton i Katarina Keršenštajner. Kada je imao šest godina, pohađao je Heiliggeist-Pfarrschule u Minhenu. Od 1871. do 1873. godine radi kao asistent u seoskim školama u Forstinningu i Lechhausenu. Godine 1874. Keršenštajner je napustio školu na sopstveni zahtev i učio putem privatnih časova. Od 1877. do 1880. studirao je matematiku i fiziku na Tehničkom univerzitetu u Minhenu, a od 1880. do 1883. godine na univerzitetu Ludvig-Makimilians. Od 1883. godine Keršenštajner je bio srednjoškolski asistent za matematiku i fiziku u Melanhtonskoj gimnaziji u Nirnbergu, od 1885. nastavnik matematike u opštinskoj komercijalnoj školi, od 1890. nastavnik matematike i fizike u gimnaziji Gustav Adolf u Schveinfurtu, a od 1893. godine u Ludvigsgimnasiumu u Minhenu. Godine 1895. izabran je u školski odbor u Minhenu. Izbor u školski odbor u Minhenu 1895. godine odveo ga je ka reformi osnovnog školskog programa za uspostavljanje osme obavezne školske godine.

## Spoljašnje veze
- Georg Keršenštajner u katalogu Nemačke narodne biblioteke
- Kurzbiographie
- Rad Georga Keršenštajnera u okviru projekta Gutenberg
- Novine o Georgu Keršenštajner Архивирано на веб-сајту  (25. фебруар 2021)